# El Cogul
El Cogul è un comune spagnolo di 218 abitanti situato nella comunità autonoma della Catalogna, nella provincia di Lleida.
Il paese di El Cogul è noto per le pitture rupestri (classificate patrimonio mondiale dall'UNESCO) della località Roca dels Moros, dove sono raffigurate donne danzanti e scene di caccia.